# 高家堰镇 (淮安市)
高家堰镇，原为赵集镇，是中华人民共和国江苏省淮安市淮阴区下辖的一个乡镇级行政单位。2018年7月，撤销赵集镇、韩桥乡，设立高家堰镇。以原赵集镇、韩桥乡所辖区域为高家堰镇行政区域，高家堰镇人民政府驻赵集居委会境内，办公地址为阳光路13号。区划代码改为320804115 。

## 行政区划
高家堰镇下辖以下地区：
赵集社社区、高埝社区、洪湖村、汪厂村、十堡村、沟北村、街西村、小滩村、庆丰村、分洪村、老厂村和红星村、韩桥村、兴旺村、沙河村、沿湖村、庆华村、河头村、湖滨村和天河村。